# رمو روفینی
 رمو روفینی (انگلیسی: Remo Ruffini؛ زاده ۱۷ مهٔ ۱۹۴۲) یک فیزیک‌دان اهل ایتالیا است. 